# Vrije energie
Bij de omzetting van energie in mechanische arbeid gaat er altijd energie "verloren" in de vorm van warmte (bv. als gevolg van wrijving). Het deel van de beschikbare energie dat "nuttig" gebruikt kan worden heet vrije energie en de verhouding tussen de vrije energie en de beschikbare energie (die sterk uiteen kan lopen) heet het "nuttig effect", of "rendement", van de beschouwde omzetting. Het "verlies" aan energie uit zich, volgens de tweede wet van de thermodynamica, in een toename van de entropie van het universum.
Van een thermodynamisch systeem bij constante temperatuur is de vrije energie de toestandsfunctie die spontaan, dus langs onomkeerbare weg, naar een minimum streeft als het systeem nog niet in evenwicht verkeert. Het minimum wordt bereikt bij die evenwichtstoestand en is dus een evenwichtswaarde. Alle evenwichtswaarden van de vrije energie kunnen het best beschreven worden als functie van de 'natuurlijke variabelen' p (druk), V (volume) en T (absolute temperatuur). De overige relevante toestandsvariabelen zijn dan de afgeleiden van de vrije energie naar de natuurlijke variabelen.
Er zijn twee versies van de vrije energie, die van Hermann von Helmholtz en die van Josiah Willard Gibbs. De eerste heeft als natuurlijke variabelen V en T, de tweede p en T.

## Helmholtz vrije energie
De formulering van Helmholtz is via volgende legendretransformatie af te leiden uit de fundamentele vergelijking van de thermodynamica voor omkeerbare processen zonder stofuitwisseling met de omgeving, chemische reacties en niet-mechanische vormen van arbeid:
{\displaystyle dU=TdS-pdV}
Volgens de produktregel voor differentiatie van TS kan dit herschreven worden als:
{\displaystyle dU=d(TS)-SdT-pdV}
en dus als
{\displaystyle d(U-TS)=-SdT-pdV}
Het heeft dus zin een toestandsfunctie
{\displaystyle F=U-T\cdot S}
te introduceren, die de natuurlijke variabelen T en V blijkt te hebben:
{\displaystyle dF(T,V)=-SdT-pdV}
Wordt deze totale differentiaal term voor term gelijkgesteld aan de standaard-uitdrukking voor dF(T,V):
{\displaystyle dF(T,V)={\frac {\partial F}{\partial T}}{\operatorname {d} T}+{\frac {\partial F}{\partial V}}{\operatorname {d} V}.}
dan kunnen S en p als volgt bepaald worden:
{\displaystyle S=-{\frac {\partial F}{\partial T}}}
{\displaystyle p=-{\frac {\partial F}{\partial V}}}
Hierin is F de Helmholtz vrije energie, U de inwendige energie, en S de entropie van het systeem, en T de absolute temperatuur dus uitgedrukt in kelvin.
Deze functie heet soms de helmholtzenergie, dan weer de Helmholtz vrije energie en soms ook kortweg de vrije energie
Deze toestandsfunctie is dalend of constant bij constant volume. Een verschil ΔF voor een proces geeft aan de maximale hoeveelheid arbeid die het proces kan leveren onder reversibele omstandigheden. Deze arbeid kan voor een deel volumearbeid zijn.

## Gibbs vrije energie
De formulering van Gibbs geldt bij constante druk, bijvoorbeeld atmosfeerdruk:
{\displaystyle G=H-T\cdot S}
Hierin is G de Gibbs vrije energie, H de enthalpie, en S de entropie van het systeem, en T de absolute temperatuur dus uitgedrukt in kelvin.
Deze functie heet soms de gibbsenergie, dan weer de Gibbs vrije energie en soms ook de vrije enthalpie
Dus differentiëren levert op
{\displaystyle dG=dH-d(T\cdot S)}
Voor H is afgeleid:
{\displaystyle dH=TdS+Vdp} ,
kan worden ingevuld in de uitdrukking voor dG:
{\displaystyle dG=TdS+Vdp-d(T\cdot S)}
dus
{\displaystyle dG=TdS+Vdp-TdS-SdT}
dus
{\displaystyle dG(T,P)=Vdp-SdT}
Wordt deze totale differentiaal term voor term gelijkgesteld aan de standaard-uitdrukking voor dG(T,p):
{\displaystyle dG(T,p)={\frac {\partial G}{\partial p}}{\operatorname {d} p}+{\frac {\partial G}{\partial T}}{\operatorname {d} T}.}
dan kunnen V en S als volgt bepaald worden:
{\displaystyle V={\frac {\partial G}{\partial p}}}
{\displaystyle S=-{\frac {\partial G}{\partial T}}}
T en p blijken de 'natuurlijke variabelen' te zijn voor G, hetgeen onder andere betekent, omdat de entropie altijd positief is, dat G onder constante druk en toenemende temperatuur dalend is. Een verschil ΔG voor een proces geeft aan de maximale hoeveelheid andere arbeid (dan volumearbeid) die het proces kan leveren onder reversibele omstandigheden.
Het gevolg van de temperatuurbijdrage in G = H − TS is dat bij hogere temperaturen een systeem in evenwicht een sterkere voorkeur zal hebben voor wanorde (S groter te maken). Dit komt tot uitdrukking in vele fysische processen om ons heen. Een voorbeeld is het bestaan van een smelttemperatuur voor een vaste stof. Voor het smelten van de stof is een hoeveelheid energie nodig; H wordt groter. Maar ook de wanorde neemt bij het smelten toe, er is een positieve verandering van S. Op een bepaalde kritische temperatuur ({\displaystyle T=T_{s}}) geldt dat {\displaystyle \Delta H=T_{s}\Delta S}, oftewel smelten kan zonder dat de vrije energie van het systeem verandert. Deze temperatuur is de smelttemperatuur van de stof: boven de smelttemperatuur is de vrije energie van de vloeistof lager dan de vrije energie van de vaste stof (dat heeft als gevolg dat de stof de voorkeur geeft aan de vloeibare fase), en onder de smelttemperatuur is de vrije energie van de vaste stof lager dan die van de vloeistof (dus is er een thermodynamische voorkeur voor de vaste fase).
Net zoals bij enthalpie en entropie worden waarden van de Gibbs vrije energie en vrije enthalpie vaak in tabelvorm weergegeven. Men vermeldt dan meestal het verschil in de standaard Gibbs vrije energie voor een bepaald proces: ΔprocesGo.
Voor het subscript proces zijn verschillende tekens gebruikelijk:
- r = reactie
- c = (totale) verbranding (combustion)
- f = vorming uit de elementen
- vap = verdamping
- fus = smelten

De superscript plimsoll o geeft aan dat de waarde betrekking heeft op standaardomstandigheden.

## Geschiedenis
Voordat de formulering van de tweede wet van de thermodynamica een feit was, werd ervan uitgegaan (chemisch gezien) dat alle systemen streefden naar een zo laag mogelijke energie-inhoud: een maat om dit uit te drukken was de enthalpie. Het leek een logische gedachte en deze werd ook ondersteund door vele experimenten. Bijna alle chemische reacties waren exotherme reacties waarbij er warmte vrijkwam. Warmte afgeven bleek een natuurlijk proces om de energie van het product zo laag mogelijk te krijgen en te houden. Het probleem was dat er ook spontane endotherme reacties bestonden waarbij warmte werd opgenomen. Hier bleek de logica die zo lang had standgehouden onjuist. Er was een tweede doel voor een systeem: het streven naar een zo hoog mogelijke energieverspreiding (entropie). Deze twee vinden een evenwicht in de formule zoals die hierboven wordt genoemd.

## Analogie
| arbeidsvorm | sterktefactor                    | eenheid | eenheidsfactor                 | eenheid | arbeid               | eenheid |
| ----------- | -------------------------------- | ------- | ------------------------------ | ------- | -------------------- | ------- |
| mechanisch  | kracht                           | N=J/m   | afstand                        | m       | valhoogte × gewicht  | J       |
| elektrisch  | elektrische spanning             | V=J/C   | hoeveelheid elektrische lading | C       | spanning × lading    | J       |
| chemisch    | verandering van vrije energie ΔG | J/mol   | stofhoeveelheid                | mol     | ΔG × stofhoeveelheid | J       |